# الجدلة (العدين)

تعديل مصدري - تعديل

الجدلة محلة تابعة لقرية الرضائي، التابعة لعزلة الرضائى بمديرية العدين إحدى مديريات محافظة إب في الجمهورية اليمنية، بلغ تعداد سكانها 25 حسب تعداد اليمن لعام 2004.